# Gymnotus
Gymnotus är ett släkte av fiskar. Gymnotus ingår i familjen Gymnotidae.

## Dottertaxa tillGymnotus, i alfabetisk ordning[1]
- Gymnotus anguillaris
- Gymnotus arapaima
- Gymnotus ardilai
- Gymnotus bahianus
- Gymnotus carapo
- Gymnotus cataniapo
- Gymnotus chaviro
- Gymnotus chimarrao
- Gymnotus choco
- Gymnotus coatesi
- Gymnotus coropinae
- Gymnotus curupira
- Gymnotus cylindricus
- Gymnotus diamantinensis
- Gymnotus esmeraldas
- Gymnotus henni
- Gymnotus inaequilabiatus
- Gymnotus javari
- Gymnotus jonasi
- Gymnotus maculosus
- Gymnotus mamiraua
- Gymnotus melanopleura
- Gymnotus obscurus
- Gymnotus omarorum
- Gymnotus onca
- Gymnotus panamensis
- Gymnotus pantanal
- Gymnotus pantherinus
- Gymnotus paraguensis
- Gymnotus pedanopterus
- Gymnotus stenoleucus
- Gymnotus sylvius
- Gymnotus tigre
- Gymnotus tiquie
- Gymnotus ucamara
- Gymnotus varzea